# Сарона (колония)
Сарона (нем. Sarona, ивр. שרונה‎) — бывшая темплерская колония в Палестине, ныне район Тель-Авива (Израиль).

## История

### От основания до конца XIX века
Сарона была заложена в 1871 году. Её основание было частью поселенческой деятельности темплеров в османской Палестине, которая развернулась в конце 1860-х годов. До Сароны были основаны общины в Хайфе и Яффе (обе в 1869 году), чуть позже — колония Рефаим близ Иерусалима (1873). В отличие от других ранних темплерских общин в Палестине, Сарона, располагавшаяся к северо-востоку от Яффы, проектировалась как сельскохозяйственное поселение. Ещё две колонии отпочковались от старых в конце 1880-х и начале 1890-х годов (Нойхардтхоф — от хайфской и Вальхалла — от яффской), а в начале XX века были созданы поселения Вильхельма, Бетлехем и Вальдхайм.
Земля для будущей Сароны была приобретена Кристофом Гофманом в августе 1871 года у православного монастыря. Площадь приобретённого участка составляла примерно 60 га, он располагался на невысоком (около 20 метров) голом холме между реками Нахр-аль-Аудж и Вади-Мусрара примерно в часе ходьбы от темплерской колонии в Яффе. Ближайшим к месту будущей колонии жильём была маленькая арабская деревня Сумейл в получасе ходьбы. Земля вокруг пересечения двух дорог была разделена на 22 участка, из которых четыре центральных отводились для коммунальных построек, а остальные, каждый площадью приблизительно ¼ гектара, жребием распределены между семьями поселенцев. В мае 1872 года у арабских землевладельцев была куплена дополнительная земля.
18 октября 1871 года были заложены первые два дома в Сароне, которая получила имя в тот же день, первые семь жилых домов были закончены к июню 1872 года, а к 1874 году их число достигло 14. Строительство школы, ведшееся в складчину на деньги всех жителей новой колонии было завершено к февралю 1873 года. Первые годы в тяжёлых условиях были отмечены высокой смертностью среди колонистов — так, за один лишь 1872 год от малярии и дизентерии из 125 жителей Сароны умерли 28, а в общей сложности с октября 1871 по конец 1874 года скончались 57 человек в Сароне и прилегающих фермах. В целях борьбы с малярией началось осушение болотистых земель, для чего были завезены и высажены эвкалипты. К 1874 году в центре колонии была высажена роща из 1200 деревьев, помимо эвкалиптов включавшая акации и тутовник. Много лет подряд весной, после того, как спадали воды Вади-Мусрара, оставшиеся лужи силами колонистов засыпались землёй или заливались керосином, чтобы предотвратить размножение малярийных комаров. Тем не менее, часть поселенцев, устав от лишений, покинула Сарону, вернувшись в Германию или перебравшись в США и Австралию.

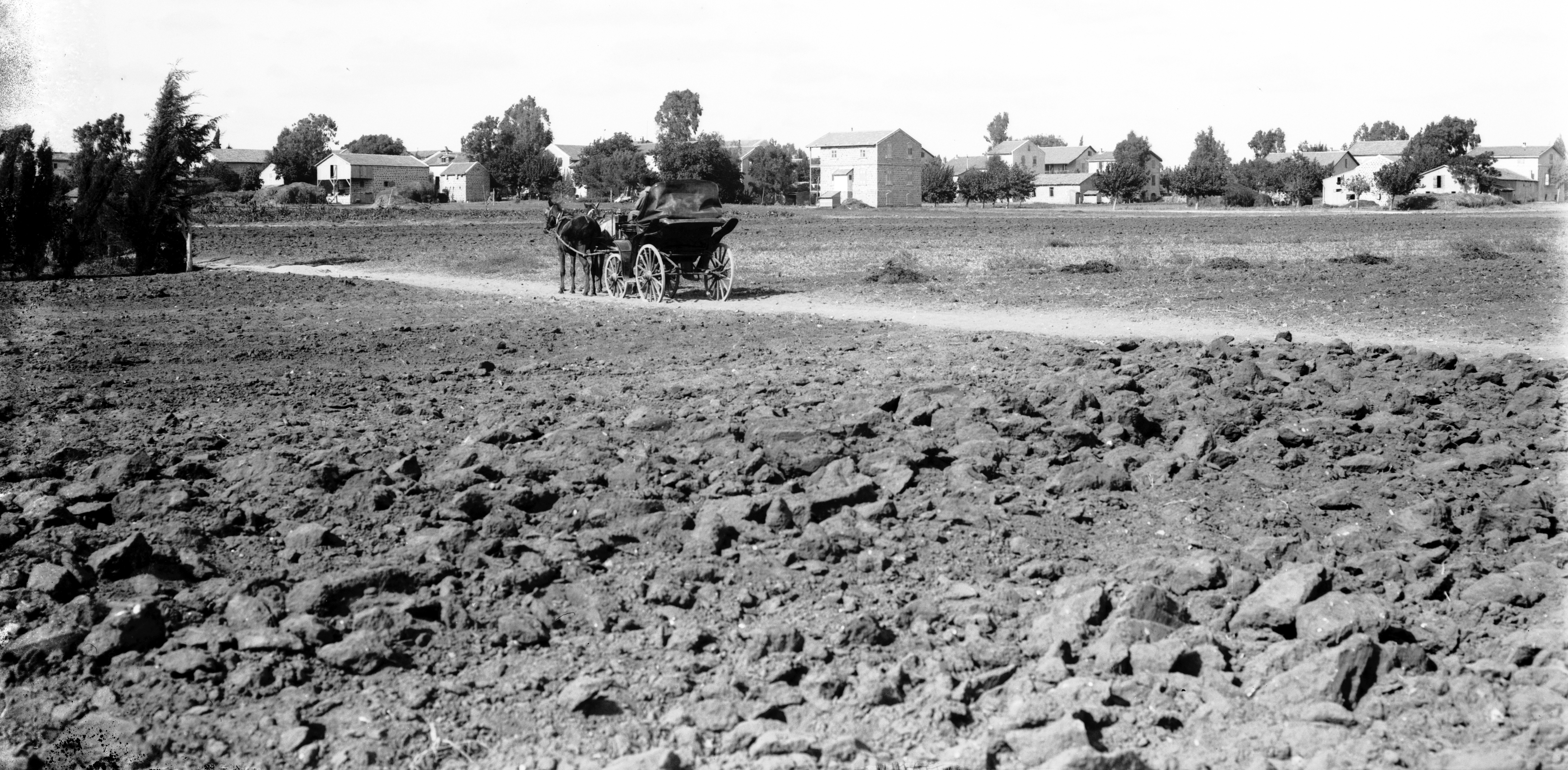
Историческая фотография Сароны

В колонии действовала шестидневная рабочая неделя с выходными по воскресеньям. Согласно авторам исторического очерка, посвящённого Сароне, это поселение стало одним из первых в Палестине, где были применены европейские методы хозяйствования, включая современные орудия и удобрения. В садах колонии были высажены абрикосы, персики, айва, оливы, инжир, миндаль и грецкий орех; в огородах выращивали белокочанную и цветную капусту, листовой салат, морковь, лук и дыни, к которым позже добавились помидоры, огурцы, редис, сельдерей, картофель и бобовые культуры, а также мак и столовые приправы. Поскольку хозяйство колонии, в отличие от окружающих арабских деревень, было ориентировано не на обеспечение собственных нужд, а на продажу сельскохозяйственной продукции, поля и плантации были в первое время в основном отведены под цитрусовые культуры и сахарный тростник, а чуть позже были разбиты виноградники — вначале европейских сортов, а после эпидемии филлоксеры в начале 1880-х годов — американских. Для скота выращивались кормовые культуры, в том числе люпин и клевер.
С 1879 года в Сароне избирался собственный совет во главе с мэром. В казну поселения колонисты отчисляли 10 % доходов. К 1883 году число жителей колонии достигло 219 (включая 43 детей в возрасте младше 6 лет), а к 1889 году их число достигло 269. К концу века в колонии проживали 243 человека, принадлежащие к 54 семьям (уменьшение числа жителей было связано с начавшейся в 1896 году эмиграцией части темплеров в Германскую Восточную Африку). В 1890-е годы Сарона вместе с остальным темплерским движением пережила раскол на две группы, однако их отношения не переросли в откровенную вражду, как в соседней Яффе.

### XX век
При основании в 1902 году новой темплерской колонии Вильхельма (на месте которой ныне располагается мошав Бней-Атарот) в неё перебрались 20 жителей Сароны. К этому времени поля Сароны протянулись до окраин Яффы на юге, приморских дюн на западе и реки Нахр-аль-Аудж на севере, а с 1898 года на них применялось искусственное орошение, вода для которого подводилась насосами. В начале века было налажено производство оливкового и кунжутного масла, расширено производство вина, а апельсины из Сароны, Вильхельмы и Яффы шли на экспорт в Великобританию и другие страны.
С началом мировой войны молодые люди призывного возраста из Сароны отбыли на фронт в расположение германской армии. Оставшиеся колонисты Сароны и других темплерских колоний играли важную роль в снабжении германских войск на Ближнем Востоке, поставляя провиант, транспорт и услуги ремесленников. В 1915 году поля колонии были опустошены саранчой. После занятия Палестины британскими войсками темплеры в конце 1917 и начале 1918 года были интернированы в Египте вместе с другими подданными Германии. Около 300 из них в следующем году были репатриированы в Германию, а около 400 оставшихся в 1920 году получили разрешение вернуться в Палестину. Британские мандатные власти возместили возвращавшимся примерно 50 % стоимости потерянного в результате войны скота и другого имущества.
К 1925 году площадь Сароны достигала 492 га. В 1929 году состоялось объединение Сароны с ранее объединившимися темплерскими общинами Вальхаллы и Яффы; численность населения объединённой колонии достигла почти 500 человек. Товары темплерских колоний в эти годы легко находили покупателей в связи с постоянно растущим за счёт еврейской иммиграции населением Тель-Авива, к 1930-м годам почти окружившего Сарону, и окрестностей. В самой Сароне строились дома на аренду, и основными арендаторами были еврейские иммигранты. В арабо-еврейском конфликте 1930-х годов темплеры придерживались строгого нейтралитета, но с приходом к власти в Германии нацистской партии её идеология начала находить своих последователей среди палестинских немцев; к 1938 году число членов НСДАП в объединённой общине Сароны, Вильхельмы и Яффы достигло 113 человек, там же действовали ячейки Союза немецких девушек и Гитлерюгенда.
С началом Второй мировой войны часть немецкой молодёжи из Палестины была мобилизована в ряды германских вооружённых сил. Над германскими подданными в Палестине снова нависла угроза депортации. Президенту Храмового общества Филиппу Вурсту удалось поначалу убедить мандатные власти отказаться от этого шага. В результате сельскохозяйственные темплерские колонии в Палестине (помимо Сароны и Вильхельмы к их числу относились также Бетлехем и Вальдхайм) были превращены в закрытые и охраняемые населённые пункты, в которых проживало около 2000 человек (в том числе свезённых из других населённых пунктов), а взрослые мужчины из них отправлены в лагеря в Акко. В 1941 году 665 таких мужчин вместе с семьями (в том числе почти 200 человек из Сароны) были отправлены в лагерь перемещённых лиц под Татурой (Австралия), а на следующий год более трёх сотен темплеров репатриированы в Германию в рамках сделки по обмену пленными.
В 1943 году мандатные власти Палестины экспроприировали часть земель Сароны (к этому времени занимавшей площадь 650 га — примерно столько же, сколько тогдашний Тель-Авив с его 170-тысячным населением) для общественных нужд. Часть этой территории была передана Тель-Авиву. В 1944 и 1945 годах жители Сароны были в несколько этапов переведены в Вильхельму. В самой Сароне разместилась база британских войск и полиции. 22 марта 1946 года двое боевиков из еврейской организации «Хагана» застрелили последнего мэра Сароны Готлифа Вагнера на улице Левински в Тель-Авиве.
В декабре 1947 года британская база в Сароне была захвачена «Хаганой», что стало первым случаем открытой атаки «Хаганы» на британский военный объект в Палестине. В 1948 году, до окончания действия мандата, британские власти эвакуировали последних темплеров из Палестины в лагерь на Кипре.

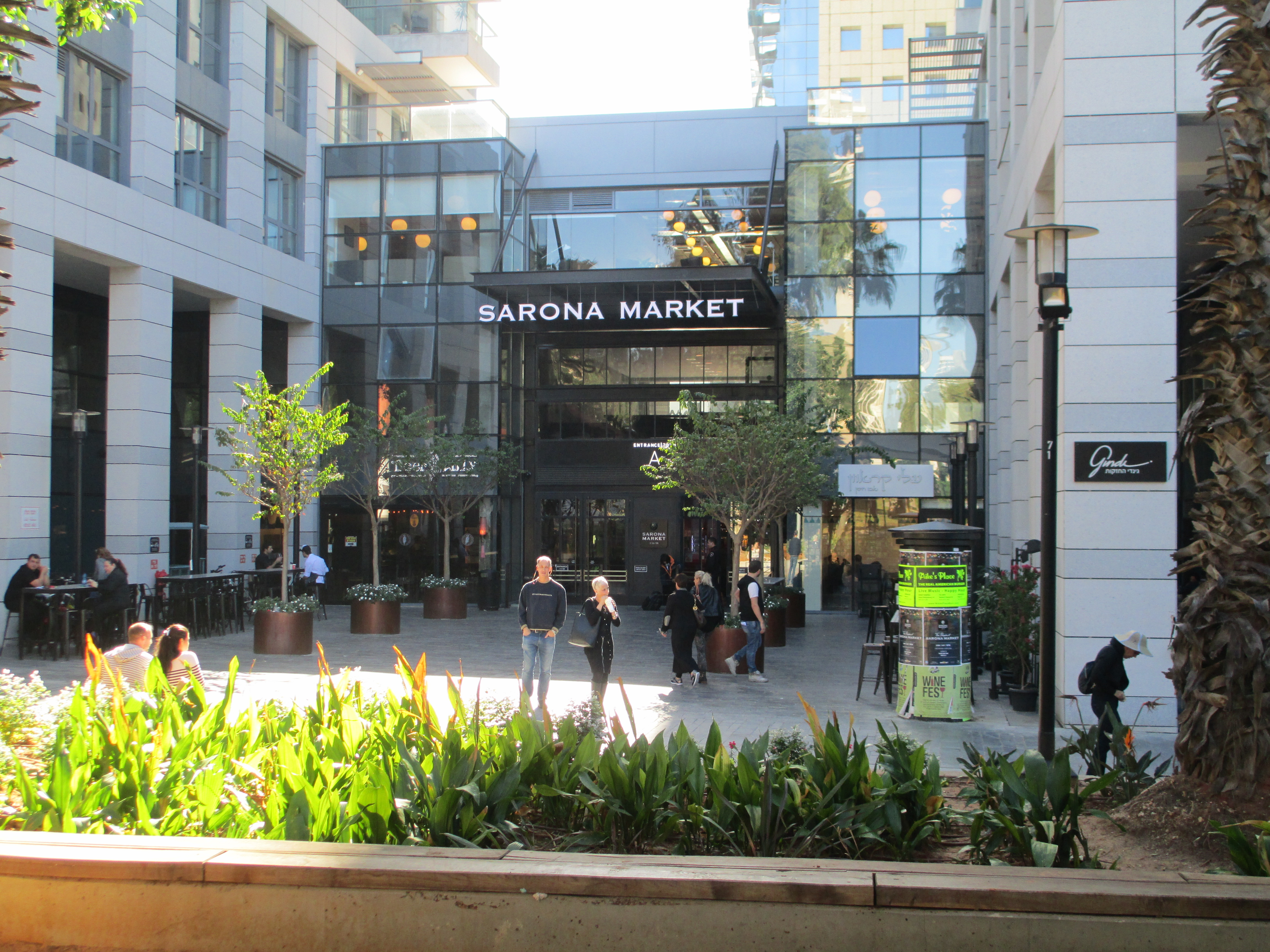
Продовольственный рынок

После провозглашения независимости Израиля «Хагана», а затем Армия обороны Израиля разместили свой генеральный штаб в темплерских постройках Сароны. Со временем ввиду высокой стоимости земли в центре Тель-Авива часть территории базы Генерального штаба, известной как Кирья («Городок»), была продана в частные руки. В южной части Кирьи сформировался торгово-развлекательный район, отделённый от военной базы улицей Каплан и получивший название Ганей-Сарона («Сады Сароны»). В общей сложности были отреставрированы 33 здания, пять из которых были передвинуты; в них преимущественно разместились магазины, рестораны и кафе, а также два музея и учебные классы. Израиль возместил бывшим жителям Сароны и их наследникам стоимость потерянного имущества, использовав для этого часть средств, полученных от ФРГ в качестве компенсации жертвам нацистского режима.

## Галерея

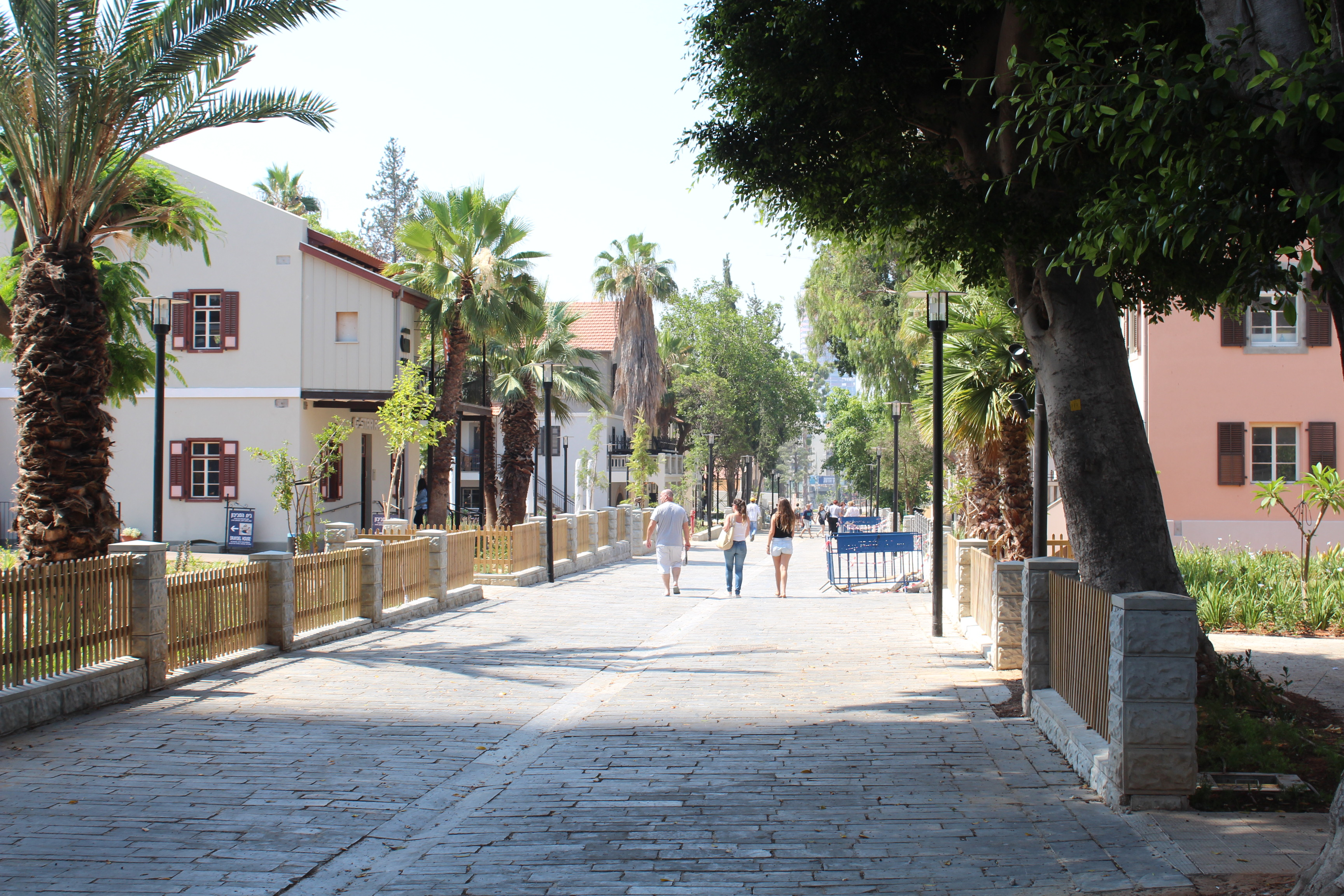
Улица Сароны после реставрации
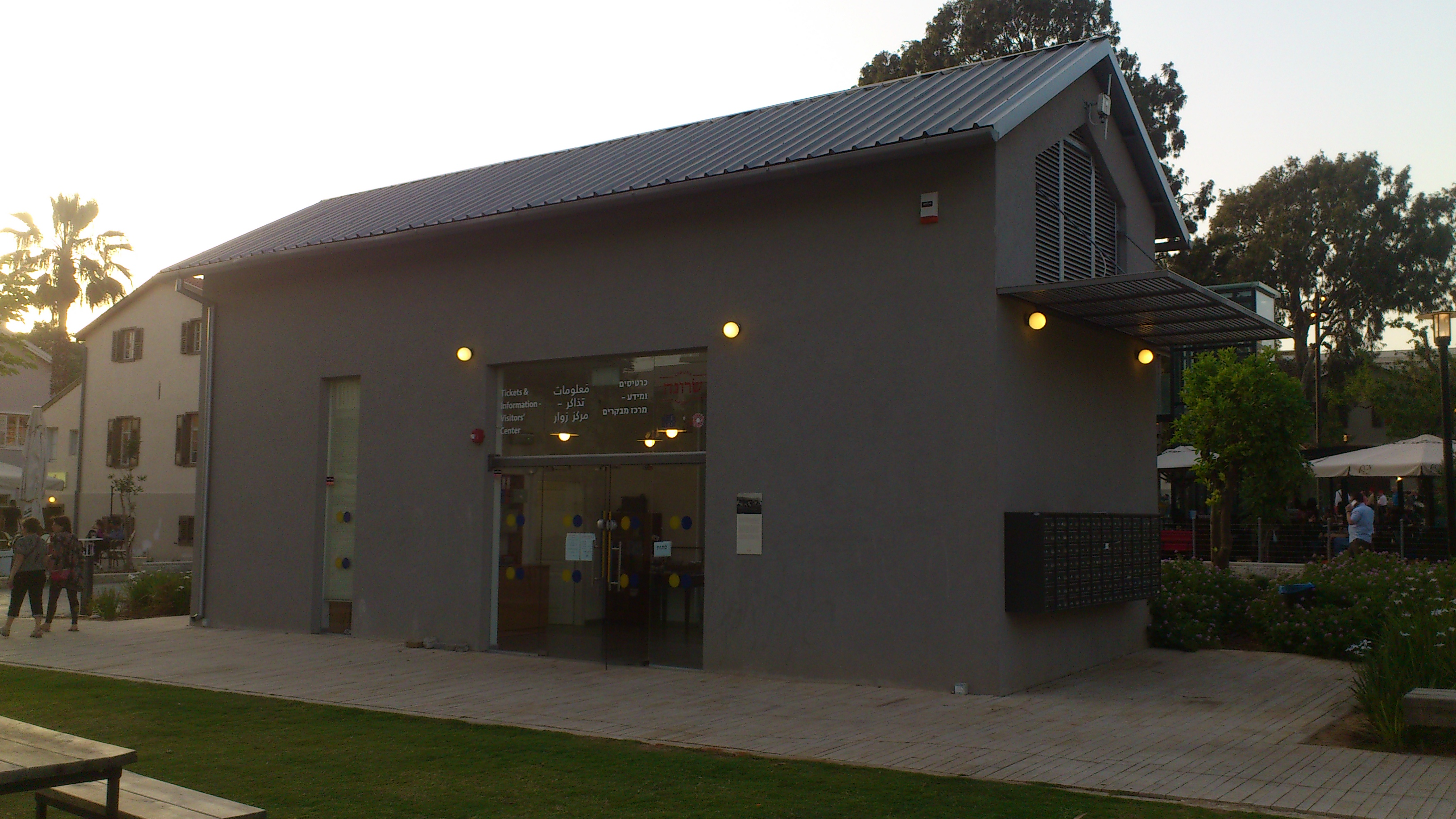
Информационно-туристический центр
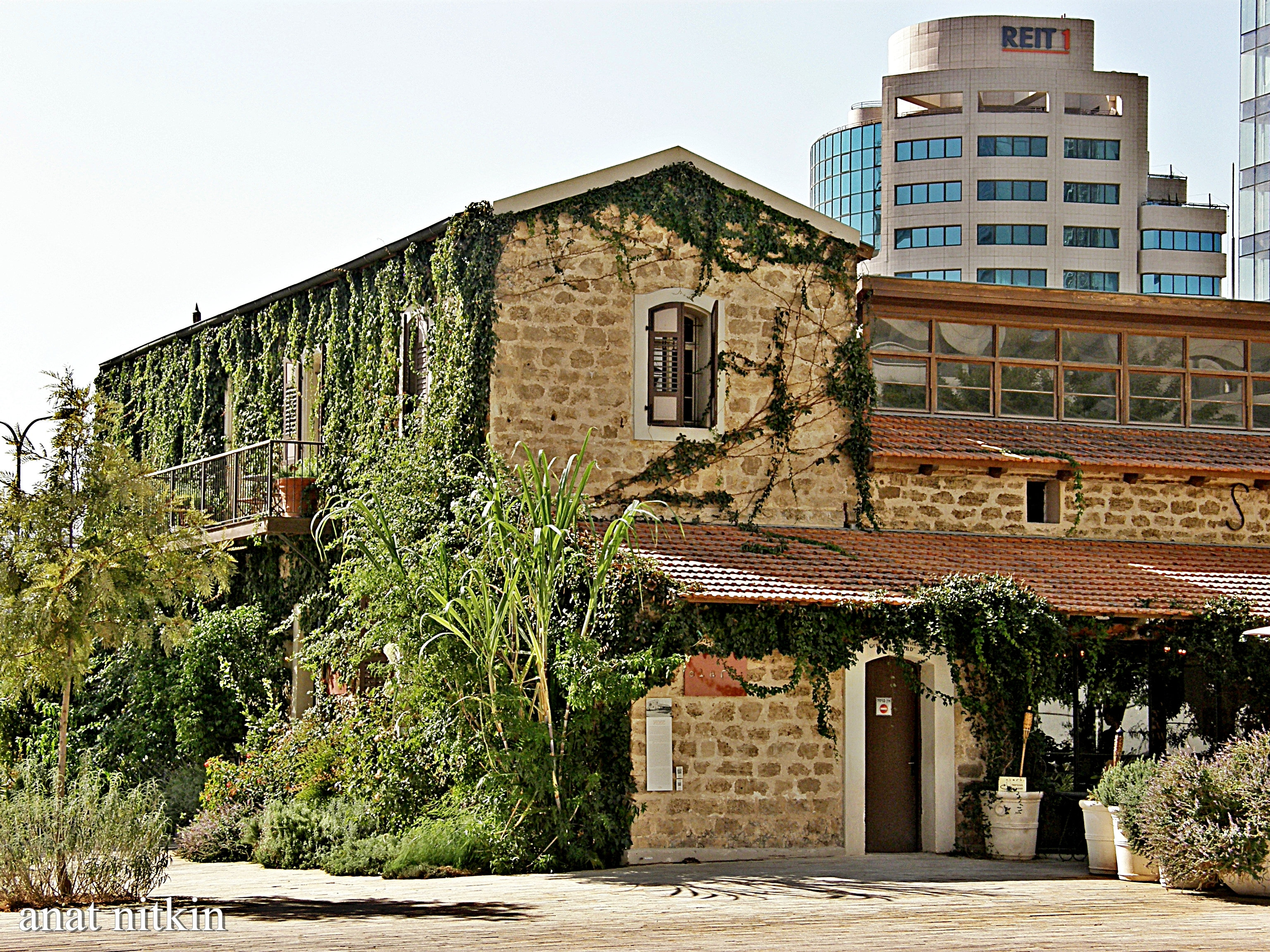
Винодельческий завод
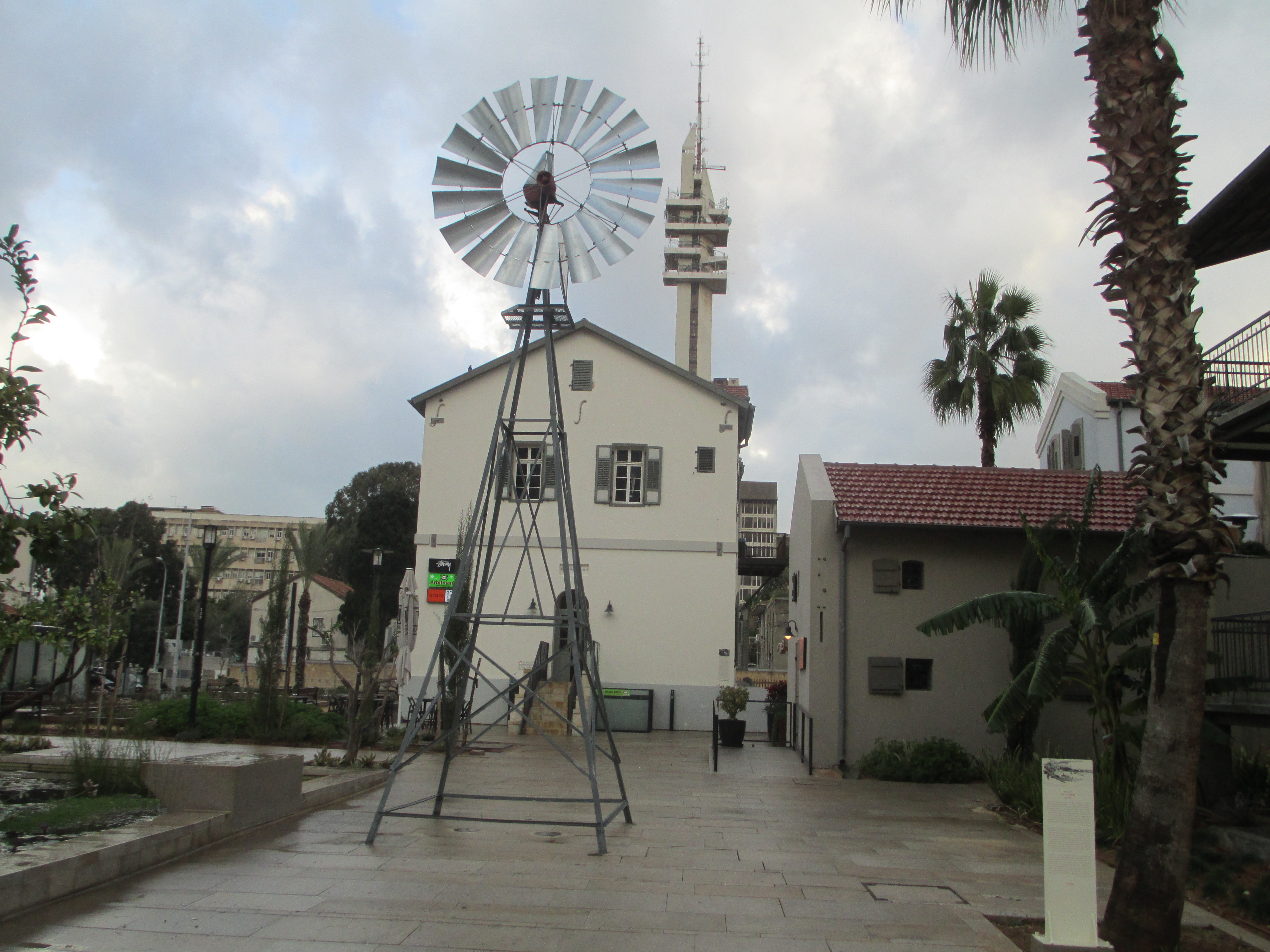
Ветряной насос